# Karisma Evi Tiarani
Karisma Evi Tiarani, née le 19 janvier 2001 dans le kabupaten de Boyolali, est une athlète handisport indonésienne concourant en T42 pour les athlètes ayant une puissance musculaire altérée au dessus du genou (simple ou bilatérale).

## Carrière
Karisma Evi Tiarani est née avec la jambe gauche plus courte de sept centimètres. Elle commence la course à 2e année.
En 2018, elle remporte sa première médaille internationale avec l'or sur le 100 m T42 et le bronze sur le saut en longueur T42-44/61-64 aux Jeux para-asiatiques. L'année suivante, elle est médaillée d'or sur 100 m T63 en battant le record du monde en 14 s 72 aux Championnats du monde 2019. C'est la première fois qu'une athlète indonésienne est médaillée d'or aux Mondiaux handisport. Tiarani participe aux Jeux de 2020, elle termine à la 4e place en 14 s 83 derrière le trio Italien Ambra Sabatini, Monica Contrafatto et Martina Caironi.
Aux Jeux paralympiques d'été de 2024, Karisma Tiarani est médaillée d'argent sur le 100 m T42/63 en 14 s 26, battant le record du monde de la catégorie T42. Quatrième à quelques mètres de la fin, elle est 4e avant que deux des athlètes devant ne chutent. En effet, l'Italienne Sabatini tombe à quelques mètres de la ligne d'arrivée emportant sa compatriote Contrafatto dans sa chute.